# جی هرناندس
جی هرناندس (انگلیسی: Jay Hernandez؛ زادهٔ ۲۰ فوریهٔ ۱۹۷۸) هنرپیشه اهل ایالات متحده آمریکا است. از فیلم‌هایی که وی در آن نقش داشته‌است، می‌توان به سارقان، نردبان ۴۹، لیک‌ویو تراس، مادرهای بد، کریسمس مادرهای بد، خندیدن با صدای بلند، جوخه انتحار و دیوانه/زیبا اشاره کرد.